# دبابة الأرجنتين المتوسطة
دَبّابة الأرجَنتِين المُتوسطة (بالإسباني:Tanque Argentino Mediano، تانكيه أرجنتينو مديانو. تختصر TAM، تام) هي دبابة متوسطة من تصميم ثيسن هنستشل الألمانية بوساطة تعاقد أرجنتينيّ في 1974 لتصميم وتطوير دبابة متوسطة جديدة وعربة مشاة قتالية.